# South Park and Philosophy: Bigger, Longer, and More Penetrating
South Park and Philosophy: Bigger, Longer, and More Penetrating  é um livro de não ficção que analisa os efeitos de South Park sob o ponto de vista da filosofia e da cultura popular. O livro foi publicado pela Open Court e editado por Richard Hanley.
Em uma entrevista sobre o livro, Richard Hanley explicou por que escolheu o tema de South Park para a análise filosófica: "South Park é como os Simpsons, mas com muito menos restrições, e quase todos os episódios empurra o envelope." Além de editar a obra, Hanley, também escreveu catorze dos vinte e dois ensaios presentes no livro.
O título é uma alusão ao filme South Park: Bigger, Longer & Uncut. Ambos os títulos também possuem duplos sentidos, que também pode se referir ao pênis.

## Sinopse
O livro inclui um artigo do professor de filosofia da Southern Illinois University, Randall Auxier, sobre o personagem Kenny, intitulado: "Killing Kenny: Our Daily Dose of Death". O professor Auxier também realizou uma palestra sobre o contributo para a obra no Green Mountain College. South Park and Philosophy: Bigger, Longer, and More Penetrating também aborda questões de ética aplicada, tais como: pesquisa com células-tronco, eutanásia, dopagem em esportes, religião, blasfêmia, evolução humana, ecologismo e casamento gay. O livro está organizado em cinco seções por tópico, que incluem: "Religião e outras deficiências", "Política e outras vacas sagradas", "Moralidade e outros impulsos", "Ciência, lógica e outras coisas realmente inteligentes" e "Humor e Outros Dispositivos Inseríveis."

## Recepção
Jerry Rhodes observou em uma entrevista publicada no UDaily da Universidade de Delaware que a obra de Hanley comemora a capacidade de South Park de enfrentar questões que tornam a maioria dos espectadores desconfortáveis. Victor Greto escreveu no The News Journal, que apesar de um pouco de humor do livro "cair no chão", a maioria dos leitores vai rir alto, mas também se contorcer um pouco. Greto continuou, observando a tendência do livro em relação a certos epítetos e linguagem racial, bem como uma crítica da religião. As religiões analisadas no trabalho incluem a cientologia e a mitologia de Xenu, como apresentado no episódio "Trapped in the Closet", que Hanley discute em comparação com elementos do cristianismo e do nascimento virginal de Jesus.